# Споменик на гробу Станка Власотиначког
Споменик на гробу Станка Власотиначког налази се на Старом нишком гробљу, на територији општине Палилула. Споменик вођи устанка против Турака током прве половине 19. века подигнут је 1853. године.

## Историја
Станко Атанацковић био је познати трговац стоком у власотиначком крају, учесник Каменичке буне 1835. године и организатор Нишке буне из 1841. године која је обухватила читав југоисточни део Србије. Као трговац, могао је да се креће широм Србије, па је тако преносио оружје, муницију и поруке преко границе. Након пропасти буне побегао је у Аустрију, а 1844. године добио је амнестију од Турака и право да се врати својој породици у Власотинце. Након тога је дошао у Ниш где је живео до смрти.
Умро је 1853. године и сахрањен је на Старом нишком гробљу. Његов гроб је начињен од камена са централним кружним отвором у коме је уписан крст, чији се кракови продужавају ван круга и чине још три крста. У дну споменика налази се натпис: „Здје почивајет раб божји Станко Власотински”, а са леве стране крста исписана је 1853. година и девети месец.

## Споменик културе
Споменик на гробу Станка Власотиначког регистрован је у Непокретна културна добра на територији општине Палилула, града Ниша. 
На основу одлуке Извршног савета Скупштине општине Ниш, 1983. године додаје се на списак Завода за заштиту споменика културе у Нишу и заведен је као непокретно културно добро: споменик културе.